# Ялта (Мариупольский район)
Я́лта (укр. Ялта, эндоним Яли́та) — посёлок в Мариупольском районе Донецкой области. 
Расположен на берегу Белосарайского залива при впадении реки Мокрая Белосарайка (впадающей в Азовское море) в 25 км от станции Мариуполь. Поселение основано в 1780 г. греками-эллинофонами (самоназвание руме́и), выходцами из одноимённого крымского селения (по ведомости А. В. Суворова, их было 240 человек). Перенесённый из Крыма топоним, не имеющий вариантов. Катойконимы: ялтинский, ялтинская, ялтинцы, яльтынёт. Крымский ойконим производят от румейского названия Яли́та (прибрежная), которое, в свою очередь, этимологически связано с румейскими словами яло́ (море) и я́лос (морское побережье) . С 1969 года Ялта отнесена к категории посёлков городского типа. Географически посёлок разделяется на собственно Ялту и Новую Ялту (районы, прилегающие к побережью, застроенные преимущественно домами и базами отдыха).

## История

### XVIII век
В конце июля 1780 года в 25 верстах от Мариуполя, в южном направлении, напротив Белосарайской косы, в трёх верстах от моря основано село Ялта, по-гречески Ялита, что переводится как «морской берег», «пляж» от слова Яло́. Ялта первоначально занимала небольшую территорию на возвышенности. Заселили селение выходцы из города Ялты и сёл Верхней Аутки, Нижней Аутки, Массандры, Магарача, Никиты, Большого Ламбата и Малого Ламбата (И.Джуха, 1993 г.). Эти названия сохранились и по сей день.
Переселенцы после выхода из Крыма и двух лет скитаний и бедствий приступили к строительству землянок. Эти жилища представляли собой углубления в земле, невысокие стены из дёрна и камыша, кровля была камышовая, вместо стёкол использовались слюда или воловий пузырь.
В первый же год поселенцы Ялты построили сначала из местного камня небольшую церковь, во имя спасителя Христа Иоанна Златоустого. Название церкви было перенесено из Ялты Крымской. Так как эта церковь была маленькой и временной, то в 1784 году была построена и освящена большая каменная церковь с тем же наименованием. Богослужение велось на греческом (румейском) языке. В 1873 году было введено богослужение на церковнославянском языке, а священники были уже исключительно русские. В то же время появились метрические книги.
Одновременно с хлопотами по устройству жилищ и храма поселенцам надо было получить земельный надел. Каждая семья наделялась 30 десятинами девственной, не тронутой плугом земли, которую нужно было успеть вспахать для зимнего посева, заготовить на зиму топливо и кое-какого корму для уцелевшего скота.
Основным занятием жителей Ялты было земледелие, скотоводство и рыболовство. Весной и осенью в море жители Ялты ловили в большом количестве рыбу. В те далёкие времена в ялтинских полях в изобилии водились дикие звери. Почва в Ялте чернозёмная. С момента заселения на ялтинских землях произрастал озимый и яровой хлеб. Большим спросом пользовалась «арновка», которая дорого ценилась иностранными купцами.
Перенесённые лишения в пути, потери кормильцев, близких и скота, продолжавшиеся уже в Приазовье эпидемии, болезни и постоянная нужда сдерживали прирост населения и освоение земли, дарованной Указом от 21 мая 1779 года. Но переселенцы постепенно привыкали к суровой жизни — трудной, но не голодной.
Долгое время постройки, сработанные в спешке, были бедные, малых размеров и непрочные. По мере обживания степи поселенцы Ялты выходили из землянок. Строили жилища уже из самана, кровля была камышовая или соломенная, окна маленькие, но застеклённые, полы были земляные. В домах стали строить печи с дымовыми трубами. Ялта стала расширяться во всех направлениях.
Правление в Ялте осуществлялось особым урядником из русских, которому было предписано, ни во что не вмешиваться, кроме как сохранять и защищать. Позже урядника сменил смотритель с обязанностями писаря. Согласно окружному делению Мариуполя, Ялта вместе с Урзуфом и Мангушем относилась к третьей дистанции, которая подчинялась особому заседателю Мариупольского греческого суда, исполнявшего обязанности пристава. Через Ялту и Мариуполь, проходил почтовый тракт из Крыма в Бахмут и Таганрог.

### XIX век
Крестьянская реформа в России затронула и жителей Ялты. Были отменены все льготы, дарованные Указом от 21 мая 1779 года, Все граждане Российской империи уравнялись в правах. Земля стала наделяться только мужчинам от рождения и до смерти по пяти десятин. Все крестьяне села входили в Крестьянскую общину, состав которой ежегодно корректировался в зависимости от рождаемости и смертности мужского населения. В крестьянскую общину входили только крестьяне Ялты греческого происхождения. В 1871 году в Ялте открыли почту, которая два раза в неделю получала и отправляла корреспонденцию в Мариупольскую уездную почту. В 1874 году на мужскую половину жителей Ялты распространилась общая воинская повинность. До этого греки Мариупольщины освобождались согласно Указу от 21 мая 1779 года.
В 1876 году в Ялте впервые была открыта двухклассная церковно-приходская школа на русском языке. Первые учителя не знали греческого, а ученики — русского. До этого четыре поколения в Ялте, появлялись на свет и уходили из жизни, не зная грамоты.
В конце XIX века в Ялте были открыты 2 четырёхэтажные школы, построенные на средства уездного земства, жители называли их «земскими».

### XX век
В первые годы XX века была построена и открыта двухэтажная школа с просторными и светлыми классами. Школа была построена на средства Министерства Образования и называлась в народе «министерской». В 1930 году эта школа получила статус средней — сохранилась и по сей день. Ежедневно в первые классы всех 4-х школ поступало 200—240 детей, но во втором классе их оставалась только половина. Четыре класса оканчивало 70—80 детей, а шесть классов — около 20 детей. Церковь, прослужившая более 100 лет, пришла в ветхость и своей вместимостью уже не устраивала прихожан Ялты. В конце XIX века Мариупольская епархия дала согласие и частично финансировала строительство большой каменной церкви, которая была освящена в день Ивана Купалы по-румейски «Ай-Ян». Этот день в Ялте церковью и прихожанами отмечался как престольный праздник. К этому дню в Ялту съезжались верующие из многих сёл, не только греческих, но и украинских. В каждом доме появлялись гости, родственники, приятели, знакомые, в Ялте царил праздник общения. На средства земской управы в Ялте было построено здание волостного управления — орган крестьянского самоуправления села Ялты. Рядом со зданием волости был разбит небольшой, но красивый бульвар, с аллеями, посыпанными ракушками и крупным морским песком, где в праздники гуляла ялтинская молодёжь.
Недалеко от волости было построено трёхэтажное каменное здание паровой мельницы и маслобойни, услугами которой пользовались жители села Ялта и близлежащих сёл. С развитием промышленности и ростом населения в Мариуполе, жизнь крестьян Ялты резко стала улучшаться. Благодаря близости города крестьяне получили отличный рынок сбыта сельхозпродукции и возможность приобретения всего необходимого для семьи и хозяйства. Селяне стали строить себе дома, облицованные красным кирпичом, и покрывать черепицей («татаркой»), листовым железом появились ветряные мельницы — число их достигло 12. Вокруг Ялты раскинулись большие сады и виноградники, в центре села были построены каменные амбары — склады для очистки и временного хранения зерна, а на берегу моря построены кирпичные амбары и контора, служившие перевалочным пунктом для эксперта зерна морским путём. В море был построен деревянный причал, обеспечивающий перевалку зерна из амбаров. Мелководье не позволяло крупным кораблям подойти к причалу — они стояли на рейде.
Зерно в мешках по причалу доставлялось на мелководные суда — парусники и баркасы. На этих судах зерно доставлялось к кораблям. Мешки с зерном с баркасов поднимали лебёдками и загружали трюмы кораблей. Экономическое развитие Ялты обеспечило зажиточную жизнь всех слоёв крестьянского села. Многие стали понимать необходимость образования своих детей. Большинство молодых людей, получив образование, возвращались в Ялту уже в качестве учителей, медработников, счетоводов.
XX век Ялта встретила, как экономически развитое село, где процветало сельское хозяйство, рыболовство, мукомольное дело, экспорт зерна, муки, растительного масла. В 1912 году в с. Ялта было 999 домов, в которых проживало 6056 человек: мужчин 3094 и женщин 2962 человека. В селе была одна церковь, 4 школы. В селе жили урядник, врач и фельдшер. Работали 6 ветряных мельниц и 2 черепичных завода (Л.Кирьяков, 1993 г.) С 1969 года Ялта — посёлок городского типа, центр поселкового совета депутатов трудящихся. Население — 5,6 тыс. человек.

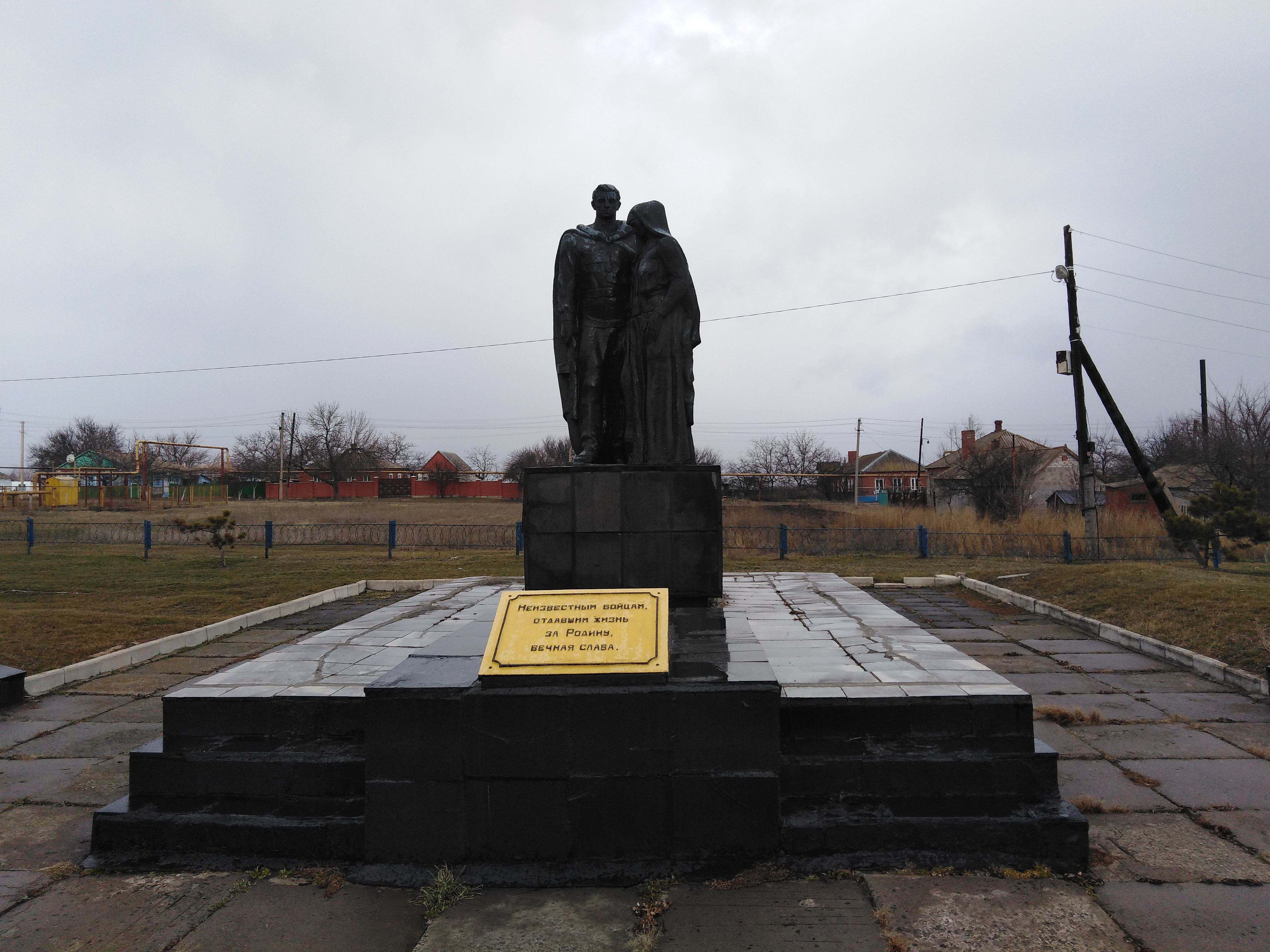
Мемориал погибшим в Великой Отечественной войне

На фронтах Великой Отечественной войны сражались 400 жителей Ялты, из них 156 погибли, 193 удостоены правительственных наград, в том числе В. Г. Будыка — орденом Ленина. В центре Ялты 9 мая 1975 года открыт мемориальный памятник в честь воинов, погибших в борьбе против гитлеровцев. Вблизи Юрьевки обнаружены остатки поселения V—III тысячелетий до н. э.
В Ялтинской ОШ № 2 в 1984 году к 40-летию Великой Победы открыт «музей Боевой и трудовой славы». В его витринах — подлинные документы и вещи, реликвии истории, собранные во время походов и экскурсий, встреч с участниками революционных событий Гражданской и Великой Отечественной войн, опалённые войной биографии односельчан, фронтовые фотографии и письма, осколки снарядов, поржавевшие от времён солдатские каски. Музей насчитывает около 1,5 тыс. экспонатов. Руководитель и основатель краеведческого музея Челпан Валентина Ивановна.
С 1997 года в Ялте действует греческое общество «Ялос».

### XXI век

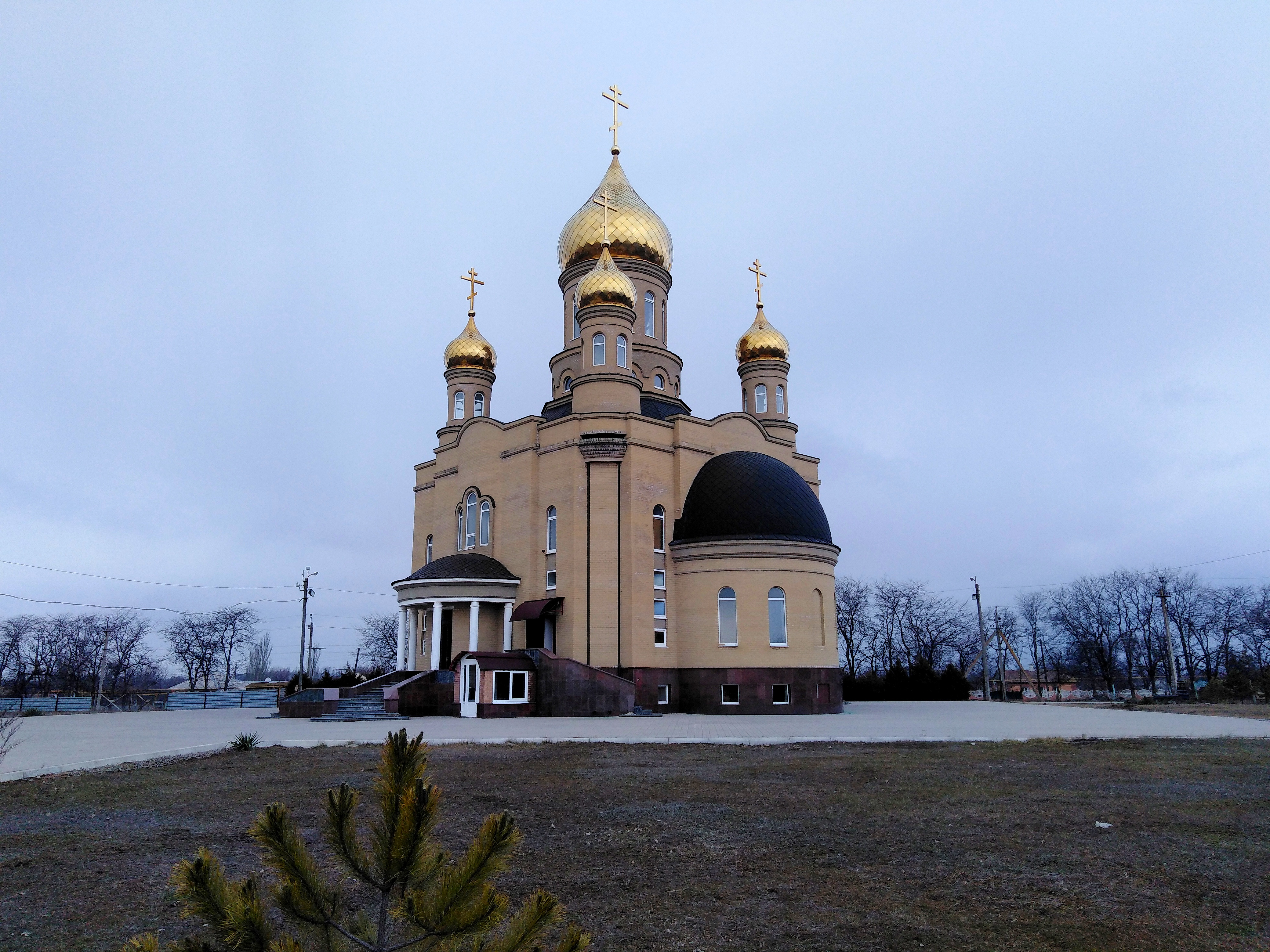
Храм во имя Святителя Иоанна Златоуста

Сегодня Ялта — это жемчужина Азовского моря. Наряду с успешным социально-экономическим развитием она всё более становится центром туризма и оздоровления. Совместно с пос.советом в посёлке активно изучается новогреческий язык, сохраняется и развивается греческая (румейская) культура, традиции.
С помощью [какой?] Г. Х. Попова возводится новый храм во имя Святителя Иоанна Златоуста. В центре посёлка в 2002 году при активной помощи уроженца Ялты, Н. Г. Агурбаша, была открыта Греческая площадь с фонтаном. Рядом открыт детский развлекательный городок «Теремок».
На праздник Пасхи, Пасха высотой 2,3 метра, диаметром 2,1 метр и весом в две тонны – такой рекорд зафиксировал представитель Национального реестра рекордов Украины Степан Шульга в посёлке Ялта Донецкой области в апреле 2011 года. Чтобы изготовить гигантский кулич, местные жители потратили более тонны муки, 7,5 тысяч яиц и 280 кг. изюма. Гигантскую пасху собирали из 152 частей трапециевидной и 21 части круглой формы. Эта пасха побила рекорды не только на Украине, но и в СНГ, ведь она во много раз превзошла пасху испечённую в тот же день в Ростове-на-Дону, вес российской пасхи составил всего 456 кг, диаметр – всего 1,4м., а высота – 1,3 м.
С марта 2022 года Ялта оккупирована российскими войсками в ходе вторжения России на Украину.

## География

### Природа
Недалеко от посёлка, у основания Белосарайской косы, растёт сосновая роща площадью 4 га, высаженная энтузиастами Ждановского лесхоззага. Рядом располагается орнитологический заказник «Приазовский цапельник», входящий в состав природного национального парка «Меотида».

## Население
Количество на начало года.
| Год  | Количество жителей |
| ---- | ------------------ |
| 1859 | 2204               |
| 1885 | 3040               |
| 1897 | 5853               |
| 1908 | 5321               |
| 1939 | 5535               |
| 1959 | 5232               |
| 1970 | 5621               |
| 1975 | 5600               |
| 1979 | 5800               |
| 1987 | 5900               |
| 1989 | 5551               |
| 1992 | 6000               |
| 1998 | 6000               |
| 2002 | 5732               |
| 2003 | 5648               |
| 2004 | 5597               |
| 2005 | 5540               |
| 2006 | 5485               |
| 2007 | 5421               |
| 2008 | 5412               |
| 2009 | 5407               |
| 2010 | 5361               |
| 2011 | 5321               |
| 2012 | 5290               |
| 2013 | 5278               |
| 2014 | 5276               |
| 2015 | 5256               |

В 2001 году родным языком назвали:
- русский язык — 5376 чел. (93,79 %)
- украинский язык — 239 чел. (4,17 %)
- греческий язык — 88 чел. (1,54 %)
- армянский язык — 17 чел. (0,29 %)
- белорусский язык — 5 чел. (0,09 %)
- молдавский язык — 1 чел. (0,02 %)

## Ялтинское поселковое греческое общество «Ялос»
Общество было основано в 1997 году. Утверждён герб Архивная копия от 11 мая 2021 на Wayback Machine общества.

## Экономика
Пищевая (рыбная, молочная) промышленность. Бывшие колхозы «имени Мичурина», «Прогресс».

### Туризм
Региональный морской курорт, санатории. В посёлке и в окрестностях расположены более 65 баз отдыха и пансионатов, большое количество детских оздоровительных лагерей, частных коттеджей. Неподалёку расположен ландшафтный парк «Белосарайская коса». Море в черте посёлка мелководное (частично окружено Белосарайской косой), хорошо прогревается, однако заилено. Пляжи благоустроены теневыми навесами. Круглое лето в посёлке работают продуктовые рынки. Температура воздуха — +23 °C…+27 °C. Количество осадков — 380 мм в год.
Крупнейшие базы отдыха:
| - «Самсон» (ранее «Азовсталь») - «Восточный» - «Мебельщик» - «Азовские зори» - «Горняк» - «Обогатитель» - «Жемчужина» (бывший "Вторчермет") - «Огонёк» - «Колосок» - «Коммунальник» - «Волна» (Укрвторчермет) - «Ялта» - «Нептун» - «Азовочка» - «Красная гвоздика» - «Солнечная» - «Светлячок» | - «Уголёк» - «Металлург» - «Солнечный берег» - «Рыбак» - «Кооператор» - «Лагуна» - «Волна» - «Тополёк» - «Меркурий» - «Дельфин» - «Жилищник» - «Геолог» - «Кондитер» - «Волна» (Донецксельстрой) - «Связь» - «Золотой колос» - «Галинка» |

## Археология
У посёлка Ялта Мариупольского района в одном из курганов группы «Комышеватка» эпохи энеолита/бронзы был обнаружен скелет древнего человека, рост которого составлял 2 метра. Также найдена посуда, которая относится к срубной археологической культуре.

## Знаменитые ялтинцы
Знаменитые личности ялтинского происхождения:
- Агурбаш Николай Георгиевич — член-корреспондент Российской Академии предпринимательства, академик Международной Академии менеджмента
- Акритова Элла Алексеевна — заслуженная артистка Украины, лауреат республиканского конкурса вокалистов имени Лысенко
- Арнаутов Виктор Михайлович — известный художник США, член Союза Художников СССР
- Бадасен Иван Алексеевич — в Первую Мировую унтер-офицер, награждён Георгиевским крестом
- Будыка Александр Дмитриевич — руководитель Министерства хлебной промышленности СССР
- Будыка Иван Михайлович — полковник, ракетостроитель на полигоне Байконур
- Будыко Михаил Иванович — геофизик, член-корреспондент АН СССР, академик РАН, один из самых авторитетных климатологов XX века, почётный член Географического общества России, почётный член Американского метеорологического общества, лауреат Ленинской премии
- Джуха Иван Георгиевич — кандидат географических наук, автор свыше 60 научных и научно-популярных публикаций
- Збандут, Иван Васильевич — заслуженный тренер Украины, в 2005 г. признан лучшим Президентом Федерации Пауэрлифтинга Украины (ФПУ)
- Карабиц Иван Фёдорович (1945—2002) — известный художник, композитор и музыкальный деятель, председатель Союза композиторов Украины
- Константинов, Валентин Константинович — член Союза художников СССР, член Национального Союза художников Украины
- Мацука Геннадий Харлампиевич — академик НАН Украины, директор института молекулярной биологии и генетики[укр.] АН Украины
- Питонов Спиридон Васильевич — заслуженный работник сельского хозяйства СССР в области селекции сортов винограда и производства вин, награждён орденом Трудового Красного замени и многими медалями
- Попов Гавриил Харитонович — первый мэр г. Москвы, создатель и Президент Международного университета в Москве, член РАЕН, доктор экономических наук, член Академии творчества, почётный член Международной Академии менеджмента
- Проценко Аркадий Дмитриевич — заведующий отделом культуры Мариупольского горисполкома, директор областного русского драматического театра в Мариуполе
- Сапко Константин Васильевич — генерал-майор МВД Украины
- Тодуров Борис Михайлович — профессор, заслуженный врач Украины, известный кардиохирург, который впервые на Украине совершил трансплантацию сердца, заведующий отделом в институте хирургии и трансплантации
- Тодуров Иван Михайлович — профессор, старший научный сотрудник отдела хирургии поджелудочной железы
- Хаджинов Эдуард Валентинович — поэт, этнограф, фольклорист
- Харакоз Наталья Георгиевна — член Национального союза писателей Украины, член Национального Союза журналистов Украины, обозреватель газеты «Приазовский рабочий»
- Чебурахин Михаил Васильевич — архитектор и технолог, автор футбольного кубка «Кубок Украины»